# Edremit
Edremit – miasto w Turcji w prowincji Balıkesir, niedaleko greckiej wyspy Lesbos.
Według danych na rok 2009 miasto zamieszkiwało 50 464 osób.
W starożytności miasto nazywało się Adramyttion (gr. Άδραμύττιον, łac. Adramyttium) i zostało wspomniane w Nowym Testamencie (Dz 27,2). Miasto zbudował Adramys, brata ostatniego króla Lidii – Krezusa. Miasto przyjęło greckich uchodźców, którzy w roku 422 p.n.e. osiedlili się wygnani ze swej ojczyzny.
W okresie rzymskiego panowania miasto było siedzibą conventus iuridicus.

## Znani ludzie pochodzący z Edremit
- Sabahattin Ali (1907-1948) – turecki pisarz
- Hülya Avşar – turecka aktorka pochodzenia kurdyjskiego
- Panos Dukakis – ojciec amerykańskiego polityka Michaela Dukakisa
- Caner Erkin – piłkarz